# Помдрагпа
Помдрагпа или още Помдрагпа Сонам Дордже (1170 – 1249) е тибетски будистки учител (лама), държател на Ваджраяна линията Карма Кагю. Роден в областта Дрикунг, той е изключително надарено дете и на петгодишна възраст вече може да чете и малко по-късно започва интензивно да изучава Дхарма с лама Лакханг Ганг. Той получава приемствеността от своя коренен учител лама Дрогон Речен и я предава на основния си ученик Карма Пакши, в чието лице той разпознава следващото прераждане на Кармапа Дюсум Кхиенпа.